# Apacheklyftan
Apacheklyftan (Canyon Apache) är ett Lucky Luke-album från 1971. Det är det 37:e albumet i ordningen, och har nummer 5 i den svenska utgivningen.

## Handling
Lucky Luke har sänts till amerikanska kavalleriet Fort Canyon, där överste O'Nollan och hans garnison utkämpar en bitter strid mot chimichuri-apacherna och deras hövding, Patronimo. Luke inser snart att båda sidor har personliga skäl för sin hänsynslöshet, och för att bringa fred till området ser han sig tvingad att försöka bli upptagen i indianstammen.

## Svensk utgivning
- Morris; Goscinny, René, (översättare: Veronica Schildt-Bendjelloul) (1972). Apacheklyftan. Lucky Lukes äventyr: 5. Stockholm: Albert Bonniers förlag. ISBN 91-0-037519-5
- Andra upplagan, 1975
- Tredje upplagan, 1981, och fjärde upplagan, 1989, Bonniers Juniorförlag. ISBN 91-48-37519-5.
- Femte upplagan, 2006, Egmont Kärnan. ISBN 91-7134-407-1
- I Lucky Luke – Den kompletta samlingen ingår albumet i "Lucky Luke 1969-1971". Libris 10031386. ISBN 91-7134-208-7
- Den svenska utgåvan trycktes även som nummer 33a i Tintins äventyrsklubb (1986). Libris 7674046. ISBN 91-7904-211-2
- Serien återtrycktes också i "Jag Jolly Jumper"